# オースティン・オブライエン
オースティン・オブライエン（Austin O'Brien,  1981年5月11日 - ）は、アメリカ合衆国の俳優、子役である。

## 来歴
1981年、オレゴン州・ユージーンに生まれる。子役としてキャリアをスタートさせ、1992年にピアース・ブロスナン主演のSFアクション映画『バーチャル・ウォーズ』で映画デビュー。
特に知られるようになったのはその翌年に出演したアーノルド・シュワルツェネッガー主演のアクション・コメディ『ラスト・アクション・ヒーロー』への出演。同作ではシュワルツェネッガー演じるヒーロー刑事スレイターが主人公の劇中映画『ジャック・スレイター』シリーズマニアで、実際に映画の中に入り込んでしまう映画少年役を演じた。1994年の青春ラブストーリーの続編『マイ・ガール2』では、前作のマコーレー・カルキンに代わり、アンナ・クラムスキー演じる主人公のボーイフレンド役を演じている。その後は目立った主演作はないが、コンスタントに俳優活動を続ける傍ら写真家としても活動している。

### 私生活
2006年にクリステン・ワーグラーと結婚した。

## 出演作品

### 映画
- バーチャル・ウォーズ The Lawnmower Man (1992)
- ラスト・アクション・ヒーロー Last Action Hero (1993)
- ジュラシック・キッズ Prehysteria! (1993)
- マイ・ガール2 My Girl 2 (1994)
- アポロ13 Apollo 13 (1995)
- ベビー・シッターズ・クラブ The Baby-Sitters Club (1995)
- バーチャル・ウォーズ2 Lawnmower Man 2: Beyond Cyberspace (1996)
- Only Once (1998)
- Runaways (2003)
- バウンティ Bounty (2009)
- Innocent (2010)
- Rain from Stars (2015)

### テレビドラマ
- ER緊急救命室 ER (1995)
- Touched by an Angel (1996, 1998)
- Promised Land (1996 - 1999)
- BONES Bones (2008)